# Caenohalictus cicindulus
Caenohalictus cicindulus är en biart som först beskrevs av Joseph Vachal 1903.  Caenohalictus cicindulus ingår i släktet Caenohalictus och familjen vägbin. Inga underarter finns listade.